# Kabale und Liebe/Handlungsübersicht
Die Handlungsübersicht von Kabale und Liebe, einem Drama in fünf Akten von Friedrich Schiller (Uraufführung am 13. April 1784 in Frankfurt am Main) gibt einen Überblick zu dem Stück, das von der Liebe der bürgerlichen Musikertochter Luise Miller zum Adelssohn Ferdinand von Walter erzählt, die durch Kabalen zerstört wird.

## Szenenübersicht, Handlung
| Akt, Szene                                                                     | Personen, Schauplatz | Handlung | Deutung |  |
| I. Akt Exposition                                                              | I. Akt Exposition | I. Akt Exposition | I. Akt Exposition |  |
| ------------------------------------------------------------------------------ | --- | --- | --- |  |
| I,1                                                                            | Miller und Frau zuhause | Die Millers sprechen über die Beziehung ihrer Tochter Luise zu Major Ferdinand von Walter. Miller ist strikt gegen die Beziehung, weil daraus keine Ehe werden könne. Seine Frau macht sich aber Hoffnungen. | Beide wollen nur das Beste für ihre Tochter. Der aufbrausende („infame Kupplerin“) und durchaus etwas stolze Vater („… und damit basta! Ich heiße Miller.“) hat Angst um seinen Ruf und den seiner Tochter („Mein Haus wird verrufen.“). Außerdem unterstellt er einem Adligen per se keine guten Absichten. |  |
| I,2                                                                            | dies. + Wurm | Wurm, der Sekretär des Präsidenten, kommt dazu. Er möchte Luise heiraten und wirbt daher bei ihren Eltern. Miller erklärt, seine Tochter habe darüber zu entscheiden, wen sie heiratet; denn er will Wurm nicht als Schwiegersohn. | Miller ist aufbrausend und fährt seiner Frau über den Mund. („Willst du [Frau] das Violoncello am Hirnkasten wissen?“; „Halt du [Frau] dein Maul“; „Wettermaul“) |  |
| I,3                                                                            | dies. + Luise | Gespräch zwischen Luise und ihrem Vater Miller. Es wird deutlich, dass er sie liebt, aber über ihre Liebe zu Ferdinand unglücklich ist, weil daraus keine Ehe werden könne. Luise erklärt, dass sie ihn nicht in 'diesem Leben' wolle, aber ein Leben ohne Standesschranken wünsche, wo sie auf gleicher Stufe mit ihm stehen könne. | Luise: „der Himmel und Ferdinand reißen an meiner blutenden Seele“ … „dass Ferdinand mein ist, mir geschaffen, mir zur Freude vom Vater der Liebenden.“ |  |
| I,4                                                                            | Ferdinand und Luise treffen zum ersten Mal im Drama aufeinander | Ferdinand und Luise sind allein zusammen. Er schwört ihr heftig seine Liebe (Liebesschwur: … empfangen für dich jede Wunde…); Luise sieht für ihre Liebe keine Zukunft. Er verspricht ihr, er werde alle Hindernisse überwinden. Sie klagt darüber, dass er in ihr unerfüllbare Wünsche wecke. | Ferdinand ist in blinder oder verblendeter Liebe zu „seiner“ Luise. Er ist mit dem deutlich überwiegenden Redeanteil sehr dominant und besitzergreifend. Er ist oberflächlich besorgt um seine Geliebte („Du bist blass“) und überflutet sie mit Fragen. Die kleinen Andeutungen von Luise bringen ihn zu Vorwürfen. („Du bist meine Luise. Wer sagt dir, dass du noch etwas sein solltest? Siehst du, Falsche, auf welchen Kaltsinn ich dir begegnen muss. … Und du hast noch eine Klugheit neben deiner Liebe? – Schäme dich!“). In seiner Rollenverteilung sieht er sich klar als Beschützer („Ich bin ein Edelmann. … Ich bin des Präsidenten Sohn.“) Luise dagegen – schüchtern, mit unsicheren Worten – sieht realistischerweise Probleme wie das des Standesunterschieds: („Du willst mich einschläfern, Ferdinand – willst meine Augen vor diesem Abgrund hinweglocken, in den ich ganz gewiss stürzen muss. Ich seh die Zukunft – die Stimme des Ruhms – deine Entwürfe – dein Vater- mein Nichts … Man trennt uns!“) |  |
| I,4                                                                            | Ferdinand und Luise treffen zum ersten Mal im Drama aufeinander | → eine sehr ungleiche Liebe | |  |
| I,5                                                                            | Präsident und Wurm im Saal des Präsidenten | Wurm weist den Präsidenten darauf hin, dass sein Sohn Ferdinand Luise Miller liebe. Der Präsident will das nicht wahrhaben, meint aber, eine schöne Liebschaft seines Sohnes beweise einen guten Geschmack. Als Wurm ihm aber glaubhaft macht, dass sein Sohn Luise wirklich liebt, beschließt er, dessen Vermählung mit Lady Milford voranzutreiben. | Präsident: „Besinn Er sich, dass ich, wenn ich einmal glaube, hartnäckig glaube, rase, wenn ich zürne.“ |  |
| I,6                                                                            | Präsident und Hofmarschall | Der Hofmarschall von Kalb kommt zum Präsidenten und begrüßt ihn wortreich. Dieser teilt ihm mit, die Heirat seines Sohnes Ferdinand mit Lady Milford sei beschlossene Sache. Das könne er ihr und überall in der Stadt weitersagen. | Der Hofmarschall („in einem reichen aber geschmacklosen Kleid, mit Kammerherrnschlüsseln, zwei Uhren und einem Degen, Chapeaubas und frisiert à la Hérisson“) spricht gekünstelt und wichtigtuerisch. Er ist immer darauf aus, im Gefolge des Fürsten eine gute Figur zu machen. Er ist damit lächerlich, fast schon eine Witzfigur, und karikiert den Hof nach französischem Vorbild. |  |
| I,7                                                                            | Ferdinand und Präsident | Der Präsident sagt seinem Sohn, alle fragwürdigen Machenschaften zur „Hinwegräumung meines Vorgängers“ habe er nur ihm, Ferdinand zuliebe unternommen. Dieser distanziert sich darauf energisch von seinem Vater, der seinem Sohn sagt, er habe für ihn Lady Milford als Frau ausgesucht. Ferdinand weigert sich, die Mätresse des Fürsten zu heiraten. Daraufhin droht ihm sein Vater, er werde seine „Widersetzlichkeit“ brechen. | P.: „Ferdinand, ich beobachte dich schon eine Zeit lang … Ein seltsamer Gram brütet auf deinem Gesicht … Mich lass an deinem Glück arbeiten, und denke auf nichts, als meine Entwürfe zu spielen.“ (Der P. macht sich nur oberflächliche Sorgen um seinen Sohn, Karriere ist alles was zählt). Dann führt der Vater aus, dass „für ihn“ „auf ewig mit [seinem] Gewissen und dem Himmel zerfallen“ sei „durch die Hinwegräumung [seines] Vorgängers“.. Darauf entsagt F. „feierlich … dem Erbe“, das ihn „nur an einen abscheulichen Vater erinnert“. Der Vater malt ihm seine einmalige, „herrliche“ Zukunft aus, F. „begeistert das nicht“. Schließlich der Vater: „Ich habe der Lady Milford in deinem Namen eine Karte geschickt. Du wirst dich ohne Aufschub bequemen, dahin zu gehen, und ihr zu sagen, dass du ihr Bräutigam bist.“. Die hitzige Diskussion geht weiter. Bevor der P. abgeht: „Junge, ich sage dir, du wirst dort sein, oder fliehe meinem Zorn.“ |  |
| II. Akt „Ein Saal im Palais der Lady Milford“                                  | | | |  |
| II,1                                                                           | Lady, Sophie | Die adlige Lady Milford verrät ihrer Kammerjungfer, dass sie Ferdinand liebt. | Lady: „Gib mir den Mann, den ich jetzt denke – den ich anbete – sterben, Sophie, oder besitzen muss.“ |  |
| II,2                                                                           | dies. + Kammerdiener | („Kammerdienerszene“) Der hinzukommende Kammerdiener sagt, dass der Fürst 7000 junge Männer als Soldaten verkauft habe. Dabei seien Schüsse in die protestierende Menge abgegeben worden. Sie, Lady Milford, bekomme Brillanten geschenkt, die der Fürst mit dem Erlös aus dem Verkauf der Soldaten („Die zahlen alles!“) bezahlt habe. Die Lady verschmäht die „Blutdiamanten“ („Es ist besser, falsche Juwelen im Haar, und das Bewusstsein dieser Tat im Herzen zu haben.“) Diese wertvollen Steine sollen verkauft werden, um 400 ausgebeuteten Menschen zu helfen. Am Ende wird die Ankunft „Majors von Walter“ angekündigt. | |  |
| II,3                                                                           | Ferdinand + Lady | Ferdinand greift Lady Milford scharf an, merkt aber, dass er sie falsch eingeschätzt hat, als sie ihm davon berichtet, wie sie dazu kam, die Geliebte des Herzogs zu werden und wie sie aufgrund dieser Stellung vielen seiner Untertanen helfen kann. So begründet er seine Ablehnung einer Heirat nicht mehr mit einer Kritik an Lady Milford, sondern mit dem Geständnis, dass er eine andere liebt: „Ich liebe, Mylady, liebe ein bürgerliches Mädchen – Luisen Millerin – eines Musikus Tochter.“ Lady Milford gibt die Hoffnung auf eine Verbindung mit ihm aber noch nicht ganz auf und sagt ihm: „Unsere Verbindung ist das Gespräch des ganzen Landes. Alle Augen, alle Pfeile des Spotts sind auf mich gerichtet. … Wehren Sie sich, so gut Sie können. – Ich lass alle Minen sprengen.“            | F („hitzig“) „Der Herzog […] ist nicht über die Ehre erhaben, aber er kann ihren Mund mit dem Golde verstopfen. … Ich bin bereit, all dies mit Füßen zu treten, sobald Sie mich nur überzeugt haben werden, dass der Preis nicht schlimmer als das Opfer ist.“ und „Der Umstand, der Sie und mich – heute und nie mehr – zusammenführt, … zwingt mich, Ihnen mein geheimstes Gefühl nicht zurückzuhalten.“ |  |
| II,3                                                                           | Ferdinand + Lady | Geschichte der Lady Milford Lady Milford, eigentlich Emilie, entstammt britischem Adel. Ihr Vater wurde wegen Hochverrats hingerichtet; die Mutter starb am Tag der Hinrichtung. Mit 14 floh sie mittellos nach Deutschland. Dort wurde sie eines Tages zufällig vom Herzog entdeckt und von der Straße geholt. Als Mätresse fühlt sie sich schäbig. Da sie um das Volk und für Verfolgte am Hof engagiert war („Ich habe Kerker gesprengt…“), sollte sie jetzt Ferdinand bekommen. Charakter selbstbewusst, selbstgerecht, eitel, hilfsbereit, moralisch. | |  |
| II,4                                                                           | Miller + Frau + Luise (Zimmer beim Musikanten) | Als Miller erfährt, dass ein Diener des Präsidenten nach ihm gefragt hat, ist er "wie toll" und schimpft auf seine Familie:"MILLER: Der Teufel ist los, und dich soll das Wetter schlagen. FRAU: Da sehe man! Über mich muß gleich alles kommen. MILLER: Über dich? Ja, blaues Donnermaul, und über wen anders? Heute früh mit deinem diabolischen Junker – Hab ichs nicht im Moment gesagt? – Der Wurm hat geplaudert. FRAU: Ah was! Wie kannst du das wissen? MILLER: Wie kann ich das wissen? – Da! – unter der Haustüre spukt ein Kerl des Ministers und fragt nach dem Geiger. LUISE: Ich bin des Todes. MILLER Du aber auch mit deinen Vergißmeinnichtsaugen! Lacht voll Bosheit. Das hat seine Richtigkeit, wem der Teufel ein Ei in die Wirtschaft gelegt hat, dem wird eine hübsche Tochter geboren" | Miller gerät in höchste Angst und vergisst sich so, dass er nicht nur seine Frau beschimpft, sondern seiner Tochter "voll Bosheit" ihre Liebe zu Ferdinand zum Vorwurf macht. |  |
| II,5                                                                           | dies. + Ferdinand | Ferdinand kommt hinzu, bevor der Präsident eingetroffen ist, und berichtet, dass er die befohlene Heirat mit Lady Milford abgelehnt hat. Luise erkennt, dass er damit ihre Familie in äußerste Gefahr gebracht hat, und versucht noch vergeblich Ferdinand zurückzuhalten, als schon sein Vater, der Präsident, eintrifft. | F.: „Mein bist du, und wärfen Höll und Himmel sich zwischen uns.“ und "Frei will ich wählen, daß diese Insektenseelen am Riesenwerk meiner Liebe hinaufschwindeln" Hier liegt F.s tragische Hybris. Es wird sich zeigen, dass eine Intrige seine Liebe in tödliche Eifersucht verwandeln kann. |  |
| II,6                                                                           | dies. + Präsident mit Gefolge von Bedienten. | Das Kommen des Präsidenten löst allgemein Entsetzen aus. Er versucht, Luise nach ihrer Liebe zu Ferdinand auszufragen, zu seiner Wut ergänzt F stets seine Meinung. Als Miller den Präsidenten aus „seiner Stube“ verweisen möchte, schickt der ihn ins Zuchthaus. Frau und Tochter sollen an den Pranger. | Eine Präsidentenantwort: „Eine lustige Zumutung. Der Vater soll die Hure des Sohns respektieren.“. Miller bleibt abschätzig gegenüber seiner Frau. Luise sagt nicht mehr viel. |  |
| II,7                                                                           | dies. + Gerichtsdiener | Der Präsident will Luise abführen und an den Pranger stellen lassen. Da kommt es zum Handgemenge, bei dem Ferdinand einige Gerichtsdiener mit dem Degen verletzt. Nach mehreren verzweifelten Versuchen, seinen Vater von seinem Vorhaben abzubringen, droht er ihm am Schluss, dann werde er, in der Residenz erzählen, "wie man Präsident wird". | Präsident: „Es stehen noch Galgen leer.“ Ferdinand versucht alles, bevor er sich entschließt, seinen Vater moralisch zu vernichten: "Kein menschliches Mittel ließ ich unversucht. - ich muss zu einem teuflischen schreiten.". |  |
| III. Akt Die Kabale (Intrige)                                                  | | | |  |
| III,1                                                                          | Präsident, Wurm (Saal beim Präsidenten) | Der Präsident und sein Sekretär stellen fest, dass sie durch Drohung Ferdinand offenbar nicht von Luise trennen können. Wurm hat eine Idee, wie man das „Problem“ durch eine Intrige („Kabale“) lösen könne: Luise wird durch die Verhaftung ihrer Eltern erpresst, einen fingierten Liebesbrief an den Hofmarschall zu schreiben; diesen Brief soll Ferdinand zufällig finden und so eifersüchtig werden, dass er sich von ihr lossagt. | Wurm: „Unterdrücken Sie eine Zeit lang, daß Sie Vater sind. … Machen Sie ihm das Mädchen verdächtig – … Ein Gran Hefe reicht hin, die ganze Masse in eine zerstörende Gärung zu jagen.“ Die Intrige (Wurm:) „Wir diktieren ihr ein Billetdoux an eine dritte Person in die Feder und spielen das mit guter Art dem Major in die Hände.“ Außerdem müssen die Millers als Eid schwören, dass der Brief freiwillig ist. Ein Eid, so Wurm, „fruchtet“ „[n]ichts bei uns, gnädiger Herr. Bei dieser Menschenart [= Bürgerlichen hingegen] alles.“ |  |
| III,2                                                                          | Präsident und Hofmarschall | Der Präsident weiht den Hofmarschall in den Plan ein. Nach Diskussion willigt dieser ein, seinen Namen zur Verfügung zu stellen. | Die Figur des Marschalls am Hof ist durch sein gekünsteltes, überschwängliches Gehabe gezeichnet. Er versteht nicht, warum F. die Lady M. nicht wollen könnte. Der P. erklärt Ferdinands Drohung: „Daß er der ganzen Welt das Verbrechen entdecken wolle, wodurch wir gestiegen sind – daß er unsere falschen Briefe und Quittungen angeben – daß er uns beide ans Messer liefern wolle – Das kann er antworten.“. Der Plan ist in den Worten des Vaters: „Den Major mit seiner Geliebten zu entzweien.“ |  |
| III,3                                                                          | Der Präsident und Wurm. Wurm: „Der Geiger und seine Frau sind glücklich und ohne alles Geräusch in Verhaft gebracht. Wollen Euer Exzellenz jetzt den Brief überlesen?“ Präsident (nachdem er gelesen): „Herrlich! herrlich, Sekretär! Auch der Marschall hat angebissen! – Ein Gift wie das müsste die Gesundheit selbst in eiternden Aussatz verwandeln – Nun gleich mit den Vorschlägen zum Vater, und dann warm zu der Tochter.“ (Gehen zu verschiedenen Seiten ab.)        | Der Präsident und Wurm. Wurm: „Der Geiger und seine Frau sind glücklich und ohne alles Geräusch in Verhaft gebracht. Wollen Euer Exzellenz jetzt den Brief überlesen?“ Präsident (nachdem er gelesen): „Herrlich! herrlich, Sekretär! Auch der Marschall hat angebissen! – Ein Gift wie das müsste die Gesundheit selbst in eiternden Aussatz verwandeln – Nun gleich mit den Vorschlägen zum Vater, und dann warm zu der Tochter.“ (Gehen zu verschiedenen Seiten ab.) | Der Präsident und Wurm. Wurm: „Der Geiger und seine Frau sind glücklich und ohne alles Geräusch in Verhaft gebracht. Wollen Euer Exzellenz jetzt den Brief überlesen?“ Präsident (nachdem er gelesen): „Herrlich! herrlich, Sekretär! Auch der Marschall hat angebissen! – Ein Gift wie das müsste die Gesundheit selbst in eiternden Aussatz verwandeln – Nun gleich mit den Vorschlägen zum Vater, und dann warm zu der Tochter.“ (Gehen zu verschiedenen Seiten ab.) |  |
| III,4                                                                          | Luise und Ferdinand in Millers Wohnung | Diskussion von Ferdinand und Luise. Luise ist wegen ihrer Lage verzweifelt. Sie sorgt sich um ihren armen Vater und fürchtet den Fluch von Ferdinands Vater, "den auch Mörder nie ohne Erhörung aussprechen". Um der "Rache des Himmels" zu entgehen, will sie lieber auf Ferdinand verzichten als mit ihm fliehen und wünscht ihm „Lebewohl“. Ferdinand ist dagegen blinder vor Liebe denn je: Er möchte mit ihr alle Probleme ignorierend fliehen. Er geht überhaupt nicht auf die Geliebte ein, sondern überfährt sie mit langen Reden (Luise spricht nur einzelne Sätze). Schließlich verdächtigt er sie, dass sie einen Liebhaber habe. | Beginn: L.: „Ich bitte dich, höre auf. Ich glaube an keine glücklichen Tage mehr. Alle meine Hoffnungen sind gesunken.“ F.: „So sind die meinigen gestiegen. …“ L.: „Brich ab!“ … F.: „Mein Vaterland ist, wo meine Luise mich liebt.“ L.: „So schweig und verlass mich – Ich habe einen Vater, der kein Vermögen hat als diese einzige Tochter … [dem die] Rache des Präsidenten gewiss ist.“ F.: „Wir fliehen.“ L.: „Und der Fluch deines Vaters uns nach…“ L.: „Ich bin die Verbrecherin.“ L. „…[Tränen unterdrückend.] Mich sollst du nicht mehr sehn. … [Indem sie ihm mit abgewandtem Gesicht ihre zitternde Hand gibt.] Leben Sie wohl, Herr von Walter.“ F.: „Schlange, du lügst. Dich fesselt was anders hier.“ L.: „[leidend]: Bleiben Sie bei dieser Vermutung – sie macht vielleicht weniger elend.“ |  |
| III,5                                                                          | Luise (kurzer Monolog) | Luise sorgt sich, allein zu Hause, um ihre Eltern, die eigentlich gekommen sein sollten. Wurm erscheint im Hintergrund. | „Wo meine Eltern bleiben.“ … „Warum geht mein Odem so ängstlich?“ |  |
| III,6                                                                          | Luise und Wurm | Wurm kommt unerwartet näher, erklärt, er komme von ihrem Vater und berichtet dann, ihr Vater sei im Turm, wo ihn die Todesstrafe erwarte, und ihre Mutter sei im „Spinnhaus“. Um ihre Eltern nicht zu verlieren, macht sie sich von Wurm abhängig, der ihr deshalb einen Liebesbrief an den Hofmarschall von Kalb („als Mittel“) abverlangen kann; sie schwört auch, dass sie den Brief freiwillig geschrieben hat. | Anfangs macht Wurm nur kurze Andeutungen. Durch sein „Herrschaftswissen“ und gleichzeitig die Verknappung von Informationen lässt er Luise abhängig werden. Luise dagegen, die ihre Emotionen offenlegt und alles sagt, was ihr durch den Kopf geht (Interrogative, Imperative, Schimpfwörter) wird aufgrund ihrer Angst zum Opfer. Wurm steigert seinen Druck, indem er vorspielt, gehen oder aufhören zu wollen. - Luise gibt dem Druck nach, aber nicht ohne Wurm ins Gesicht zu sagen, dass sie ihn "in der Brautnacht erdrosselte", wenn er sie heiraten würde. |  |
| IV. Akt Saal beim Präsidenten                                                  | | | |  |
| IV,1                                                                           | Saal beim Präsidenten. Ferdinand von Walter, einen offenen Brief in der Hand, kommt stürmisch durch eine Türe, durch eine andere ein Kammerdiener. Ferdinand: „War kein Marschall da?“ Kammerdiener: „Herr Major, der Herr Präsident fragen nach Ihnen.“ Ferdinand: „Alle Donner! Ich frag, war kein Marschall da?“ Kammerdiener: „Der gnädige Herr sitzen oben am Pharotisch.“ Ferdinand: „Der gnädige Herr soll im Namen der ganzen Hölle daherkommen.“ (Kammerdiener geht.) | Saal beim Präsidenten. Ferdinand von Walter, einen offenen Brief in der Hand, kommt stürmisch durch eine Türe, durch eine andere ein Kammerdiener. Ferdinand: „War kein Marschall da?“ Kammerdiener: „Herr Major, der Herr Präsident fragen nach Ihnen.“ Ferdinand: „Alle Donner! Ich frag, war kein Marschall da?“ Kammerdiener: „Der gnädige Herr sitzen oben am Pharotisch.“ Ferdinand: „Der gnädige Herr soll im Namen der ganzen Hölle daherkommen.“ (Kammerdiener geht.) | Saal beim Präsidenten. Ferdinand von Walter, einen offenen Brief in der Hand, kommt stürmisch durch eine Türe, durch eine andere ein Kammerdiener. Ferdinand: „War kein Marschall da?“ Kammerdiener: „Herr Major, der Herr Präsident fragen nach Ihnen.“ Ferdinand: „Alle Donner! Ich frag, war kein Marschall da?“ Kammerdiener: „Der gnädige Herr sitzen oben am Pharotisch.“ Ferdinand: „Der gnädige Herr soll im Namen der ganzen Hölle daherkommen.“ (Kammerdiener geht.) |  |
| IV,2                                                                           | Ferdinand allein | Sein Monolog, nachdem er den Luise aufgezwungenen Brief gelesen hat: Zunächst zweifelt er daran, dass Luise ihn betrogen hat. Doch weil er ihre Handschrift erkennt, kommt er auf seinen Verdacht zurück, dass sie nur deshalb nicht mit ihm fliehen wollte, weil sie einen anderen liebe. | „Es ist nicht möglich. Nicht möglich. Diese himmlische Hülle versteckt kein so teuflisches Herz – Und doch! doch! … es ist ihre Hand – ein unerhörter ungeheurer Betrug, wie die Menschheit noch keinen erlebte! – Das also war’s, warum man sich so beharrlich der Flucht widersetzte! – Darum – o Gott! jetzt erwach ich, jetzt enthüllt sich mir alles! – … Mich so ganz zu ergründen! … Mich zu berechnen in einer Träne – Auf jeden gähen Gipfel der Leidenschaft mich zu begleiten, mir zu begegnen vor jedem schwindelnden Absturz – … und alles das nichts als Grimasse? … O wenn die Lüge eine so haltbare Farbe hat, wie ging es zu, daß sich kein Teufel noch in das Himmelreich hineinlog? … Mit welch siegender Würde schlug sie den frechen Hohn meines Vaters zu Boden … hielt sie nicht selbst die Feuerprobe der Wahrheit aus – die Heuchlerin sinkt in Ohnmacht. … Sie weiß, was sie aus mir gemacht hat. Sie hat meine ganze Seele gesehn. Mein Herz trat beim Erröten des ersten Kusses sichtbar in meine Augen – und sie empfand nichts? Empfand vielleicht nur den Triumph ihrer Kunst? … Tod und Rache! Nichts, als daß ich betrogen sei?“ |  |
| IV,3                                                                           | F. + Hofmarschall | Ferdinand lässt den Hofmarschall den Brief lesen, während er zwei Pistolen von der Wand holt. Indem er ihm eine Pistole auf die Brust setzt, fragt er den Hofmarschall, wie weit er mit Luise gekommen sei. Dieser beharrt darauf, Luise nicht zu kennen und Ferdinand schickt ihn weg. Er wollte sich mit dem Hofmarschall duellieren, doch angesichts dessen ängstlicher Erklärung, er wisse nichts von Luise, erscheint der Hofmarschall Ferdinand so unwürdig, dass er es für unter seiner Würde hält, ihn zu töten. Dabei hält er es für unmöglich, dass der Hofmarschall die Wahrheit sagt. | |  |
| IV,4                                                                           | Ferdinand allein | Zweiter Monolog, er meint, er müsse sich an Luise rächen, und sagt an Gott gerichtet: „Das Mädchen ist mein.“ Für seine Rache ist er bereit, mit Luise zusammen die ewige Verdammnis zu erleiden. | |  |
| IV,5                                                                           | Ferdinand und Präsident | Um die Verzweiflung seines Sohnes und seine Wut auf Luise aufs äußerste zu treiben, sagt der Präsident taktisch, dass seine Verurteilung Luises übereilt gewesen sei und Ferdinand sie heiraten könne. Ferdinand stürzt hinaus. | Präsident: gibt sich liebenswürdig und freundlich |  |
| IV,6                                                                           | Lady+Sophie „sehr prächtiger Saal bei der Lady“ | Sophie durchschaut Lady Milford, diese wird darüber wütend. Schließlich wird Luise als „Mamsell Millerin“ angekündigt. | Lady: „(auf und ab voll Erbitterung) Verwünscht! Unerträglich! Daß Weiber für Weiberschwächen solche Luchsaugen haben! – Aber wie tief (…) muss ich schon gesunken sein, daß eine solche Kreatur mich ergründet.“ |  |
| IV,7                                                                           | Lady Milford und Luise Millerin | Die Lady versucht Luise gegenüber Überlegenheit zu demonstrieren und bietet ihr Sophies Arbeitsstelle an, da diese heiraten werde. Luise lehnt ab und schafft es damit, die Lady von ihrer Liebe zu Ferdinand zu überzeugen. | Luise erweist sich als die Überlegene. Sie liebt Ferdinand uneigennützig und fühlt sich - zu Unrecht - seiner Liebe sicher. |  |
| IV,8                                                                           | Lady allein (Monolog) | Lady Milford ist sehr betroffen darüber, dass ihr Wunsch einer Verbindung mit Ferdinand ihre Rivalin in den Tod zu treiben scheint. Deshalb entschließt sie sich, auf Ferdinand zu verzichten und mit dem Fürsten zu brechen. | Lady „allein, steht erschüttert und außer sich, den starren Blick nach der Tür gerichtet …“ (Regie) |  |
| IV,9                                                                           | Lady, ein Kammerdiener, Sophie, hernach der Hofmarschall; Bediente | Lady Milford schreibt eine Karte, um sich von dem Fürsten loszusagen und zu flüchten. Der Hofmarschall soll diese dem Fürsten zustellen, da sie dessen Rache fürchtet. Ihren Schmuck verschenkt sie an die Angestellten. Daraufhin verlässt sie das Land. | Die letzten Worte Milfords beschließen die Szene: „so werde ich um den Taglohn arbeiten, mich zu reinigen von dem Schimpf, ihn beherrscht zu haben.“ Sie eilt weg, die anderen sind „bewegt“. |  |
| V. Akt (Letzter Akt) „abends zwischen Licht, in einem Zimmer beim Musikanten.“ | | | |  |
| V,1                                                                            | Miller, Luise | Miller erfährt von den Selbstmordabsichten seiner Tochter und es gelingt ihm, sie davon abzubringen, indem er sie mahnt, dass dies die schlimmste Sünde sei, weil man sie nicht bereuen könne. Daraufhin zerreißt sie ihren Abschiedsbrief an Ferdinand. | (Miller: „Willst du dich vor des Allwissenden Thron mit der Lüge wagen: Deinetwegen, Schöpfer, bin ich da! wenn deine strafbare Augen ihre sterbliche Puppe suchen? – Und wenn dieser zerbrechliche Gott deines Gehirns, jetzt Wurm wie du, zu den Füßen deines Richters sich windet, deine gottlose Zuversicht in diesem schwankenden Augenblick Lügen straft, und deine betrogene Hoffnungen an die ewige Erbarmung verweist, die der Elende für sich selbst kaum erflehen kann – Wie dann? [...] Wenn die Küsse deines Majors heißer brennen als die Tränen deines Vaters – stirb!“) Miller stellt Luise vor Augen, dass sie mit diesem Brief nicht nur an ihrer eigenen Verdammnis, sondern auch an der ihres Geliebten schuldig werde. Das ist freilich nicht ganz uneigennützig, denn wenn sie nicht stirbt, bleibt sie ihrem Vater erhalten. |  |
| V,2                                                                            | dies., +Ferdinand | Luise ist erschrocken über den Auftritt Ferdinands und befürchtet das Schlimmste. Dieser gibt vor, sie vor den Hochzeitsaltar führen zu wollen. In einem Streit mit Miller wird er jedoch aufgefordert zu gehen. Luise bejaht Ferdinands Frage, ob sie den Brief an den Hofmarschall wirklich geschrieben habe. Sie wird von Ferdinand gebeten, ein Glas Limonade zu bereiten. | |  |
| V,3                                                                            | Ferdinand und Miller | Miller wird freundlicher und äußert Mitgefühl für Ferdinand. Das Gespräch kommt auf den Anfang der Bekanntschaft, den Flötenunterricht. Miller geht, um nach der Limonade zu sehen. | |  |
| V,4                                                                            | Ferdinand allein (Monolog) | Ferdinand ringt noch einmal mit seinen Mordabsichten, entschließt sich jedoch, sie nun umzusetzen. („Und ich verdiene noch Dank, dass ich die Natter zertrete, ehe sie auch noch den Vater verwundet.“) | |  |
| V,5                                                                            | Ferdinand und Miller | Ferdinand möchte Miller wegen der gegebenen Stunden Flötenunterricht entlohnen. Als dieser sieht, dass es ein Haufen Goldstücke sind, ist er erst zögerlich, möchte aber dann das Geld für die Ausbildung seiner Tochter verwenden. | |  |
| V,6                                                                            | dies., +Luise | Luise bringt das Glas Limonade herein. Ferdinand bittet Miller, für ihn einen Gang zu tun und seinem Vater einen Brief auszuhändigen. Luise ist entsetzt, gleich mit Ferdinand allein zu sein. Miller geht aus dem Haus, derweil schüttet Ferdinand Gift in das Glas. | |  |
| V,7                                                                            | Ferdinand und Luise | Ferdinand und Luise trinken von der vergifteten Limonade. Luise stirbt in dieser Szene, gesteht aber noch vorher, dass sie gezwungen wurde, den Brief zu schreiben und Ferdinands Vater hinter allem steckt. | Ferdinand: „Die Limonade ist matt wie deine Seele – Versuche!“; Luise: „Ich lüge nicht – lüge nicht – hab nur einmal gelogen mein Leben lang – […] – als ich den Brief schrieb an den Hofmarschall.“ – „Meine Hand schrieb, was mein Herz verdammte – dein Vater hat ihn diktiert.“ |  |
| V,8 Letzte Szene                                                               | F., Präs., Wurm; Bediente; Miller, Volk, Gerichtsdiener, Luises Leiche | Der Präsident, Wurm und alle anderen Beteiligten stürmen in das Zimmer. Ferdinand gibt seinem Vater kurz vor seinem Tod noch die Hand und stirbt neben Luise. Präsident und Wurm werden abgeführt. | Dass Ferdinand ihm die Hand gegeben hat, sieht der Präsident als Zeichen, dass sein Sohn ihm vergeben hat. Aufgrund seiner Erschütterung darüber, was er mit seiner Intrige angerichtet hat, ist er bereit, sich dem Gericht zu stellen. |  |